# Melilotus elegans
Melilotus elegans é uma espécie de planta com flor pertencente à família Fabaceae. 
A autoridade científica da espécie é Salzm. ex Ser., tendo sido publicada em Prodromus Systematis Naturalis Regni Vegetabilis 2: 188. 1825.
Os seus nomes comuns são coroa-de-rei, meliloto ou trevo-de-cheiro.

## Portugal
Trata-se de uma espécie presente no território português, nomeadamente em Portugal Continental e no Arquipélago da Madeira.
Em termos de naturalidade é nativa das duas regiões atrás indicadas.

## Protecção
Não se encontra protegida por legislação portuguesa ou da Comunidade Europeia.